# Ustiurt

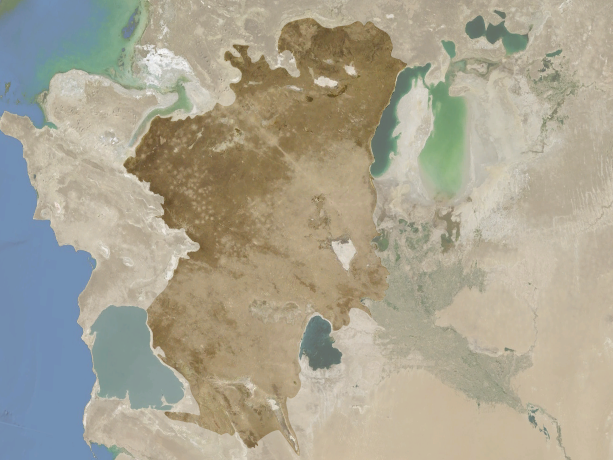
Płaskowyż Ustiurt na zdjęciu satelitarnym

Ustiurt (kaz.: Үстірт, Üstyrt; uzb.: Ustyurt platosi; karakałp.: Үстирт, U’stirt; turkm.: Üstýurt platosy; ros.: плато Устюрт, płato Ustiurt) – płaskowyż w zachodnim Kazachstanie, Uzbekistanie i częściowo Turkmenistanie, położony między zapadliskami między półwyspem Mangystau a Jeziorem Aralskim i deltą Amu-darii. Obejmuje powierzchnię ok. 200 tys. km² i wznosi się średnio na wysokość 150–200 m n.p.m. Najwyżej położony punkt osiąga 370 m n.p.m. Płaskowyż obniża się gwałtownie ku otaczającym nizinom i zapadliskom tworząc urwiste, wysokie na 60–350 m krawędzie, tzw. czinki. Zbudowany jest głównie z wapieni i innych skał osadowych. Lekko falista równina pokryta jest półpustynną roślinnością piołunowo-słonoroślową.